# Iris baldshuanica
Iris baldshuanica är en irisväxtart som beskrevs av Olga Alexandrovna Fedtschenko. Iris baldshuanica ingår i släktet irisar, och familjen irisväxter. Inga underarter finns listade i Catalogue of Life.